# Cheekurgundlahalli, Mulbagal
Cheekurgundlahalli là một làng thuộc tehsil Mulbagal, huyện Kolar, bang Karnataka, Ấn Độ.